# Rubén Selman
Rubén Selman (Santiago de Chile,  1963. július 25. – Santiago de Chile, 2020. február 10.) chilei nemzetközi labdarúgó-játékvezető. Teljes neve Rubén Marcos Selman Albornoz.

## Pályafutása

### Nemzeti játékvezetés
A játékvezetésből 1983-ban vizsgázott, 1990-ben lett az I. Liga játékvezetője. Az aktív nemzeti játékvezetéstől 2008-ban vonult vissza.

### Nemzetközi játékvezetés
A Chilei labdarúgó-szövetség Játékvezető Bizottsága (JB) terjesztette fel nemzetközi játékvezetőnek, a Nemzetközi Labdarúgó-szövetség (FIFA) 1998-tól tartotta nyilván bírói keretében. Több nemzetek közötti válogatott és klubmérkőzést vezetett. Az aktív nemzetközi játékvezetéstől 2008-ban a FIFA 45 éves korhatárát elérve búcsúzott.

#### Világbajnokság
A világbajnoki döntőhöz vezető úton Németországba a XVIII., a 2006-os labdarúgó-világbajnokságra és Dél-Afrikába a XIX., a 2010-es labdarúgó-világbajnokságra a FIFA JB bíróként alkalmazta. A CONMEBOL zónában vezetett előselejtező mérkőzéseket.

##### 2006-os labdarúgó-világbajnokság
| Időpont             | Helyszín                          | Mérkőzés típusa            | Mérkőzés          | Eredmény | Nézők száma |
| ------------------- | --------------------------------- | -------------------------- | ----------------- | -------- | ----------- |
| 2003. szeptember 6. | Olímpico Atahualpa Stadion, Quito | előselejtező (1. kör)      | Ecuador–Venezuela | 2 : 0    | 14 997      |
| 2004. június 1.     | Központi Stadion, Montevideo      | előselejtező (6. kör)      | Uruguay–Peru      | 1 : 3    | 30 000      |
| 2005. június 4.     | Atahualpa Stadion, Quito          | előselejtező (14. forduló) | Ecuador–Argentína | 2 : 0    | 37 583      |

##### 2010-es labdarúgó-világbajnokság
| Időpont            | Helyszín                                       | Mérkőzés típusa        | Mérkőzés           | Eredmény | Nézők száma |
| ------------------ | ---------------------------------------------- | ---------------------- | ------------------ | -------- | ----------- |
| 2007. október 13.  | Központi Stadion, Montevideo                   | előselejtező (1. kör)  | Uruguay–Bolívia    | 5 : 0    | 25 200      |
| 2007. november 17. | Nemesio Camacho Stadion, Bogotá                | előselejtező (3. kör)  | Kolumbia–Venezuela | 1 : 0    | 28 273      |
| 2008. október 15.  | Jornalista Mário Filho Stadion, Rio de Janeiro | előselejtező (10. kör) | Brazília–Kolumbia  | 0 : 0    | 54 910      |

#### Copa América
Peru rendezte a  41., a 2004-es Copa América tornát, ahol a CONMEBOL JB játékvezetőként foglalkoztatta.
| Időpont           | Helyszín                   | Mérkőzés típusa        | Mérkőzés          | Eredmény | Nézők száma |
| ----------------- | -------------------------- | ---------------------- | ----------------- | -------- | ----------- |
| 2004. július 9. . | Nemzeti Stadion, Lima      | selejtező (A. csoport) | Peru–Venezuela    | 3 : 1    | 43 000      |
| 2004. július 13.  | Miguel Grau Stadion, Piura | selejtező (B. csoport) | Argentína–Uruguay | 4 : 2    | 24 000      |